# Cherry Island
Cherry Island est l'unique île du Loch Ness, dans les Highlands, en Écosse.

## Géographie
Elle est en réalité ce que les écossais  appellent un « crannog », qui se définit par une île utilisée pour l'habitation.

## Histoire
L'ile aurait été créée artificiellement après la préhistoire.